# Zulloa
Zulloa is een monotypisch zeepokkengeslacht uit de familie van de Balanidae. De wetenschappelijke naam van het geslacht werd voor het eerst geldig gepubliceerd in 1996 door Ross & Newman.

## Soort
De volgende soort is bij het geslacht ingedeeld:
- Zulloa imperialensis Ross & Newman, 1996